# Abebereira
Abebereira es un cultivar de higuera tipo Higo Común Ficus carica bífera es decir con dos cosechas por temporada, las brevas de primavera a inicios de verano, y los higos de otoño, de piel con color de fondo violeta oscuro rojizo y sobre color ausente. Se cultivan principalmente en la isla de Madeira y parece funcionar bastante bien en Canadá donde parece bastante resistente a las condiciones climáticas del sur del país.

## Sinonimia
- „Bebereira“
- „Bêbera Preta“ [4][5]

## Historia
El cultivo extensivo de las higueras era tradicional en Portugal, especialmente en las regiones del Algarve, Moura, Torres Novas y Mirandela. Se cosechaban los llamados « "figos vindimos" », que tenían como destino el mercado de los higos secos, para el consumo humano o industrial, pero también para la alimentación de los animales,
Era un higueral de baja densidad, entre 100 y 150 higueras por hectárea, con árboles de gran porte, baja productividad y mucha mano de obra. Todo esto, unido a la fuerte competencia de los higos provenientes del norte de África y Turquía, provocó un progresivo abandono de este cultivo.
Hoy día se está recuperando, pero orientada la producción para su consumo en fresco, imponiéndose variedades más productivas adaptadas a las exigencias y gustos del mercado, aumentando las densidades de plantación e incluso aportando la posibilidad de riego. La producción de higos para el mercado de fruta fresca tiene dos épocas distintas de producción. Una en mayo, junio y julio, que es la época de los « "figos lampos" » (brevas); y otra en agosto y septiembre, hasta las primeras lluvias, que es la época de los « "figos vindimos" » (higos).

## Características
La higuera 'Abebereira' es una variedad bífera, del tipo Higo Común. Los árboles 'Abebereira' son árboles de porte semierecto, con una baja tendencia a formar vástagos en el pie, de raíz media. Árbol de vigor medio; conos radicíferos pocos posicionados sobre el tronco y ramas primarias; ramas del primer año con porte semi erecto, ramas de 1º y 2º año con tendencia sinuosa, ramas de 1º y 2º año con una espesura fina, ramas de 1º año con color castaño y con lentículas evidentes; yema terminal de tamaño medio y forma cónica, con el color de las escamas castaño rosado.
Las hojas tienen el limbo con una longitud media de 22,5 cm y una anchura media de 22,4 cm de promedio, con una relación largo/ancho media (1,00); pilosidad poca tanto en el haz como en el envés, brillo del haz poco, y color verde en el envés con un tono un poco más claro que en el haz; predominancia mayoritaria de 3 lóbulos en las hojas, forma del lóbulo central espatulada, margen serrado; peciolo de tamaño medio (8,3 cm) y de color verde claro.
El fruto se forma generalmente sin necesidad de la polinización por Blastophaga psenes produciendo una cosecha de brevas de mayor tamaño y de higos de tamaño medio, tienen forma turbinada, con la simetría del eje vertical asimétrico; abertura ostiolar presente, gota ostiolar ausente, escamas ostiolares pequeñas, color de las escamas ostiolares rosado claro; brillo de la piel presente, tamaño de las lenticelas pequeñas, pilosidad del fruto ausente, su epidermis tiene color de fondo violeta oscuro rojizo y sobre color ausente, textura de la piel media; color del receptáculo (mesocarpio) blanco, color de la pulpa rosa oscuro; suculencia de la pulpa media, cavidad interna pequeña, numerosos aquenios de tamaño medio y de sabor muy bueno; frutos de calidad resistentes a la manipulación, peso promedio 50,0 gr.

## Cultivo
'Abebereira' se trata de una variedad muy adaptada al cultivo de secano. Muy cultivado en la isla de Madeira y en Canadá gracias a la numerosa colonia de portugueses de origen de la isla de Madeira,
Se cultivan para su consumo como breva e higo fresco.